# لی دی

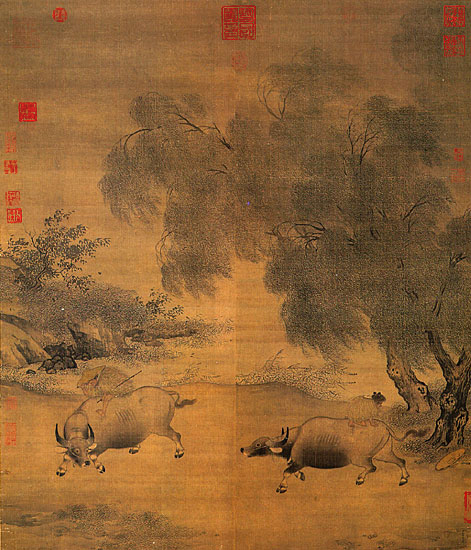
گله‌ای گاو درحال عزیمت به خانه در باد و باران اثر لی دی، موزهٔ ملی کاخ، تایپه

لی دی یا لی تی (چینی: 李迪، پین‌یین: Lǐ Dí، وید جایلز: Li Ti) (زادهٔ در حدود ۱۱۰۰ - درگذشته بعد از ۱۱۹۷) از نقاشان درباری دودمان سونگ در چین بود. دی زادهٔ هه‌یانگ (در استان هنان امروزی) بود و برای نگاره‌هایش از گل‌ها، پرندگان، نی‌های خیزران و حیوانات در حال حرکت شهرت داشت.